# Pseudovertagus clava
Pseudovertagus clava är en snäckart som först beskrevs av Gmelin 1791.  Pseudovertagus clava ingår i släktet Pseudovertagus och familjen Cerithiidae. Inga underarter finns listade i Catalogue of Life.